# 士道館関西本部
士道館関西本部（しどうかん　かんさいほんぶ）は故塚川義行師範が1981年頃に兵庫県尼崎市園田に設立した伝説的な空手道場。のち西宮市内に移転。

## 解説
道場自体は世界空手道連盟士道館に属していたが、塚川氏が極真会館出身であったことから直接的な系譜関係にはない。当時の関西のフルコンタクト空手界は、大阪府は正道会館、兵庫県は極真会館中村道場という二大勢力が覇を競っていたが、そこにあって士道館関西本部は小さいながらも、独自の方向性を打ち出しており、ぴりりと辛い個性的な道場として知られていた。
道場としては1996年閉鎖までの15年間ほどだったが、元道場生からは宮野孝裕、酒谷敏生、森田剛全など関西の著名な空手家が多く輩出している。
発足当初は極真ルールを指導していたが、のちには格闘空手ルールやキックボクシングルールにも進出していた。
関西のフルコンタト空手界は大手を除くと、小規模な道場が多いがゆえに独自で大きな大会を行うのが困難であり、流派間の交流が盛んだったことから、その流れが現在の勇誠会主催のアクセル格闘技大会にもつながっている。